# Nour-Eddine Gezzar
Nour-Eddine (parfois Nordine) Gezzar , né le 17 février 1980 à Clermont-Ferrand, est un athlète français d'origine marocaine, spécialiste du 3 000 m steeple.

## Biographie
Nour-Eddine Gezzar détient un record personnel sur 3 000 mètres steeple de 8 min 12 s 25 lors du meeting Herculis de 2011. Il obtient la 4e place sur la distance lors des Championnats d'Europe d'athlétisme 2012 à Helsinki.
En 2006, Gezzar est contrôlé positif à la nandrolone (stéroïde anabolisant) et au finastéride (diurétique), et suspendu deux ans.
Le 20 juillet 2012, L'Équipe révèle que des traces d'EPO ont été récemment retrouvées dans les urines de l'intéressé (échantillon A) collectées lors des Championnats de France 2012 : la Fédération française d'athlétisme (FFA) le suspend immédiatement à titre conservatoire, alors qu'il était sélectionné pour les Jeux olympiques de Londres,.
L'échantillon B confirme les premières analyses. Compte tenu de sa suspension précédente, Nour-Eddine Gezzar risque la suspension à vie,. Finalement, le 28 août 2012, la FFA décide de suspendre Gezzar de toute compétition durant 10 ans compte tenu de « la récidive de l'athlète »,,.